# Burghausen (Leipzig)
Burghausen ist ein Stadtteil im Stadtbezirk Alt-West von Leipzig. Er gehört zum Ortsteil Burghausen-Rückmarsdorf.

## Lage
Burghausen liegt im Westen Leipzigs am Elster-Saale-Kanal, ist etwa 10 Kilometer vom Stadtzentrum entfernt und wird von folgenden Ortsteilen umschlossen: im Norden von Gundorf, im Osten von Böhlitz-Ehrenberg, im Süden von Rückmarsdorf, und im Westen grenzt Burghausen an Dölzig. Innerhalb Burghausens befindet sich der bewaldete und etwa 30 Hektar große Hügel Bienitz.

## Geschichte

### Bis 1945

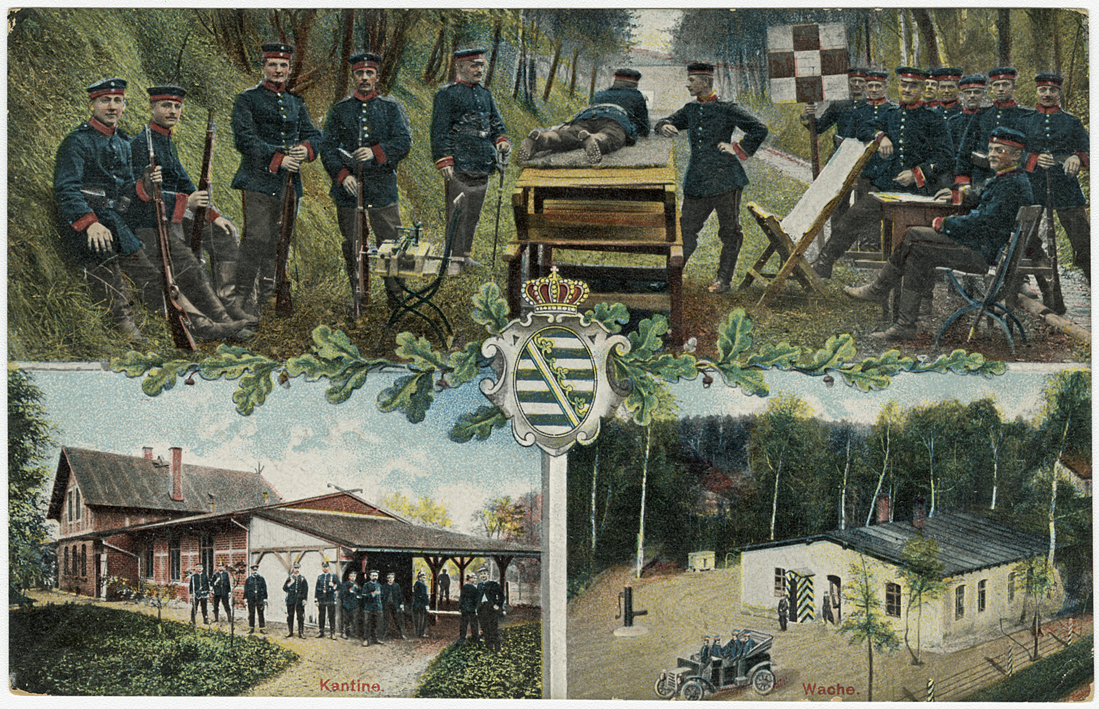
Schießplatz am Bienitz (vor 1914)

Die erste indirekte urkundliche Benennung des Ortes stammt aus dem Jahr 1091, der damalige Bischof von Merseburg erwähnte als Lehnsherr "Gundtorff [Gundorf] nebst aller Zubehörung", wozu wohl auch Burghausen zählte. 1269 und 1285 wurde Burghausen als Barchawssen bzw. Barchhusen direkt urkundlich aufgeführt. Die Lehen des Dorfes Burghausen wurden an das Peterskloster Merseburg weitergegeben, welches um 1250 am Bienitz einen Weinberg unterhielt. Burghausen zählte zu dieser Zeit zu den Kammergütern des Klosters. Nach der Auflösung des Petersklosters gehörte der Ort als eines von vier Abteidörfern von 1562 bis 1815 zum hochstift-merseburgischen Amt Schkeuditz, das seit 1561 unter kursächsischer Hoheit stand und zwischen 1656/57 und 1738 dem Sekundogenitur-Fürstentum Sachsen-Merseburg angehörte. 1671 hatte das Dorf 28 grundbesitzende Personen auf etwa 220 Hektar Grundfläche, um 1814 umfasste das Dorf 28 Gebäude.
Durch die Beschlüsse des Wiener Kongresses wurde der Westteil des Amts Schkeuditz im Jahr 1815 an Preußen abgetreten. Burghausen verblieb mit dem Ostteil beim Königreich Sachsen und wurde dem Kreisamt Leipzig angegliedert. Durch 21 stimmberechtigte Bewohner wurde am 25. März 1839 erstmals ein Gemeinderat der neu gegründeten politischen Gemeinde gewählt. Am 25. Mai 1845 wurde das erste Ortsstatut (1885 erneuert) beschlossen, im Flurbuch von 1851 waren 254 Flurstücke verzeichnet. Ab 1856 gehörte der Ort zum Gerichtsamt Leipzig II und ab 1875 zur Amtshauptmannschaft Leipzig. 1860 wurde die Privatbrauerei Liebscher am Sandberg errichtet, die 1900 zur Genossenschaftsbrauerei Burghausen-Leipzig umgewandelt wurde und bis 1920 bestand. Der Industriepionier Carl Erdmann Heine besaß seit 1885 unter anderem zwei Gutshöfe im Ort, die er 1888 an die von ihm selbst mitgegründete Leipziger Westend-Baugesellschaft weitergab. Etwa zu diesem Zeitpunkt waren in Burghausen 34 Gebäude vorzufinden. 1891 entstanden an Teilen des Bienitz Schießstände der Königlich Sächsischen Armee, die bis 1990 durch Wehrmacht, Sowjetarmee, NVA, Volkspolizei und Kampfgruppen weitergenutzt wurden und militärisches Sperrgelände waren.
Die Leipziger Westend Baugesellschaft konzentrierte sich außerhalb Leipzigs ländlich bereits seit Beginn des 20. Jahrhunderts auf Burghausen, umfangreicher Grundbesitz innerhalb des Ortes war in ihrem Besitz. Neben dem in Entstehung befindlichen Elster-Saale-Kanal erhoffte sich die Baugesellschaft durch den Bienitz als Naherholungsgebiet und die Auslagerung von Wohnraum in Leipziger Vororte neue Einnahmequellen. Ab den 1920er Jahren entstanden nach einem Bebauungsplan in Burghausen in den Randgebieten des Dorfes zahlreiche Mehrfamilienhäuser und Eigenheime.

### Ab 1945

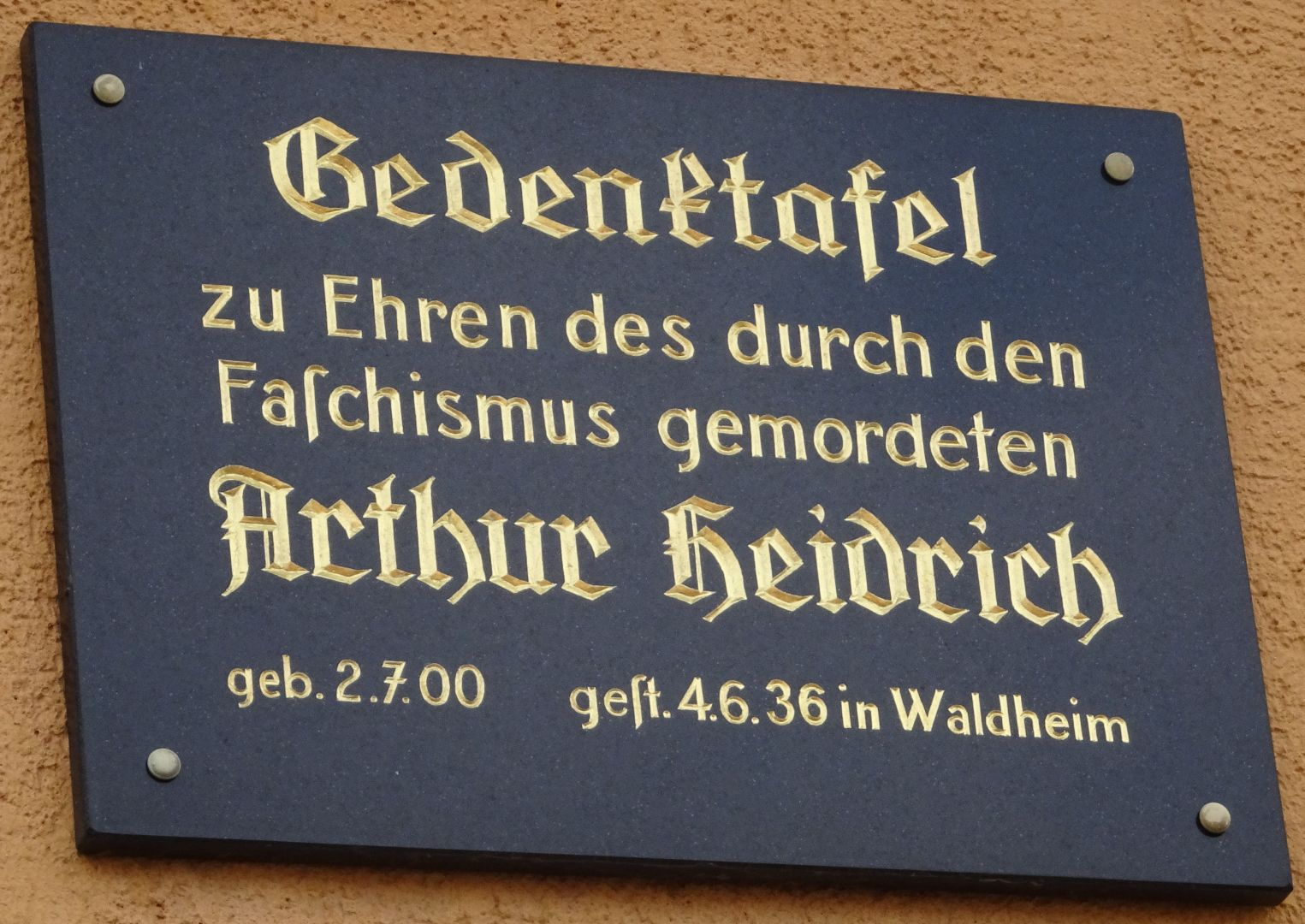
Gedenktafel für Arthur Heidrich

Am 17. April 1945 zogen Truppen der US-Armee in Burghausen ein, von ihnen teilweise zerstörte Teile des Schießplatzes wurden später wieder aufgebaut. 1958 wurde die LPG Voran im Ort gegründet, die Mitglieder schlossen sich wenig später landwirtschaftlichen Produktionsgemeinschaften in Gundorf bzw. Rückmarsdorf an. Bei der Kreisreform in der DDR wurde Burghausen sechs Jahre zuvor dem Kreis Leipzig-Land im Bezirk Leipzig zugeteilt, der 1994 zum Landkreis Leipziger Land kam. Burghausen war von 1839 bis 1993 eine selbstständige Gemeinde. Im Jahr 1994 schloss sie sich mit den benachbarten Gemeinden Rückmarsdorf und Dölzig (einschließlich Ortsteil Priesteblich) zur neuen Gemeinde Bienitz zusammen, die ihren Namen nach der bewaldeten Erhebung ungefähr in der Mitte der drei ehemaligen Orte führte.
Das Gelände des ehemaligen Schießplatzes erwarb Burghausen 1997, anschließend wurde das Areal im Rahmen der Einrichtung eines Naturlehrpfads rückgebaut und rekultiviert.
Gegen den Beschluss der sächsischen Staatsregierung, diese Gemeinde zum 1. Januar 1999 wieder aufzulösen und die Orte in die umliegenden Städte einzugemeinden, klagte diese vor dem sächsischen Verfassungsgericht. Die Klage wurde letztlich zurückgewiesen, so dass zum 1. Januar 2000 (mit einem Jahr Verzögerung) die Ortschaft Dölzig in die Stadt Schkeuditz, die Ortschaft Priesteblich in die Stadt Markranstädt sowie die Ortschaften Burghausen und Rückmarsdorf in die Stadt Leipzig eingemeindet wurden.
Eine Gedenktafel am Haus Dorfplatz 21 erinnert an den kommunistischen Gemeindeverordneten Arthur Heidrich, der 1936 im Zuchthaus Waldheim seinen erlittenen Misshandlungen erlag. Ein Platz in Burghausen wurde nach ihm benannt, ein 1985 eingeweihter Stein auf dem Platz gedenkt aller antifaschistischer Widerstandskämpfer. Ein Gedenkstein am Fuße des Bienitz erinnert seit 2001 an Wehrmachtangehörige, die wegen Wehrkraftzersetzung, Fahnenflucht oder Selbstverstümmelung zum Tode verurteilt und auf dem Schießplatz hingerichtet wurden.

## Bevölkerung
| 1840 | 183 | 1910 | 0569  | 2000 | 4.411 |
| 1890 | 274 | 1926 | 0714  | 2005 | 4.707 |
| 1897 | 350 | 1936 | 1.260 | 2010 | 4.716 |
| 1905 | 459 | 1965 | 1.200 | 2015 | 4.802 |
|      |     | 1990 | 0998  | 2020 | 4.767 |
|      |     |      |       | 2024 | 4.792 |

## Politik
Bei Kommunalwahlen besteht nicht nur Stimmrecht für den Leipziger Stadtrat, sondern auch für den Ortschaftsrat Burghausen. Zusammen mit der Stadtratswahl findet in den Ortschaften die Wahl der Mitglieder der Ortschaftsräte statt. Der Vorsitzende wird als Ortsvorsteher von den Mitgliedern des Ortschaftsrates gewählt.
Bei den Wahlen zum Sächsischen Landtag gehört Burghausen-Rückmarsdorf zum Wahlkreis Leipzig 7, bei Bundestagswahlen zum Bundestagswahlkreis Leipzig I (Wahlkreis 152).
Die Bundestagswahl 2021 führte bei einer Wahlbeteiligung von 84,0 % zu folgendem Zweitstimmenergebnis:
| Partei                | Burghausen-Rückmarsdorf | Stadt Leipzig |
| --------------------- | ----------------------- | ------------- |
| CDU                   | 22,9 %                  | 14,0 %        |
| SPD                   | 21,1 %                  | 20,9 %        |
| AfD                   | 20,7 %                  | 13,3 %        |
| FDP                   | 14,4 %                  | 10,1 %        |
| Bündnis 90/Die Grünen | 06,5 %                  | 15,0 %        |
| Die Linke             | 06,4 %                  | 13,7 %        |
| Sonstige              | 07,9 %                  | 09,5 %        |

## Wirtschaft und Infrastruktur

### Handel und Gewerbe

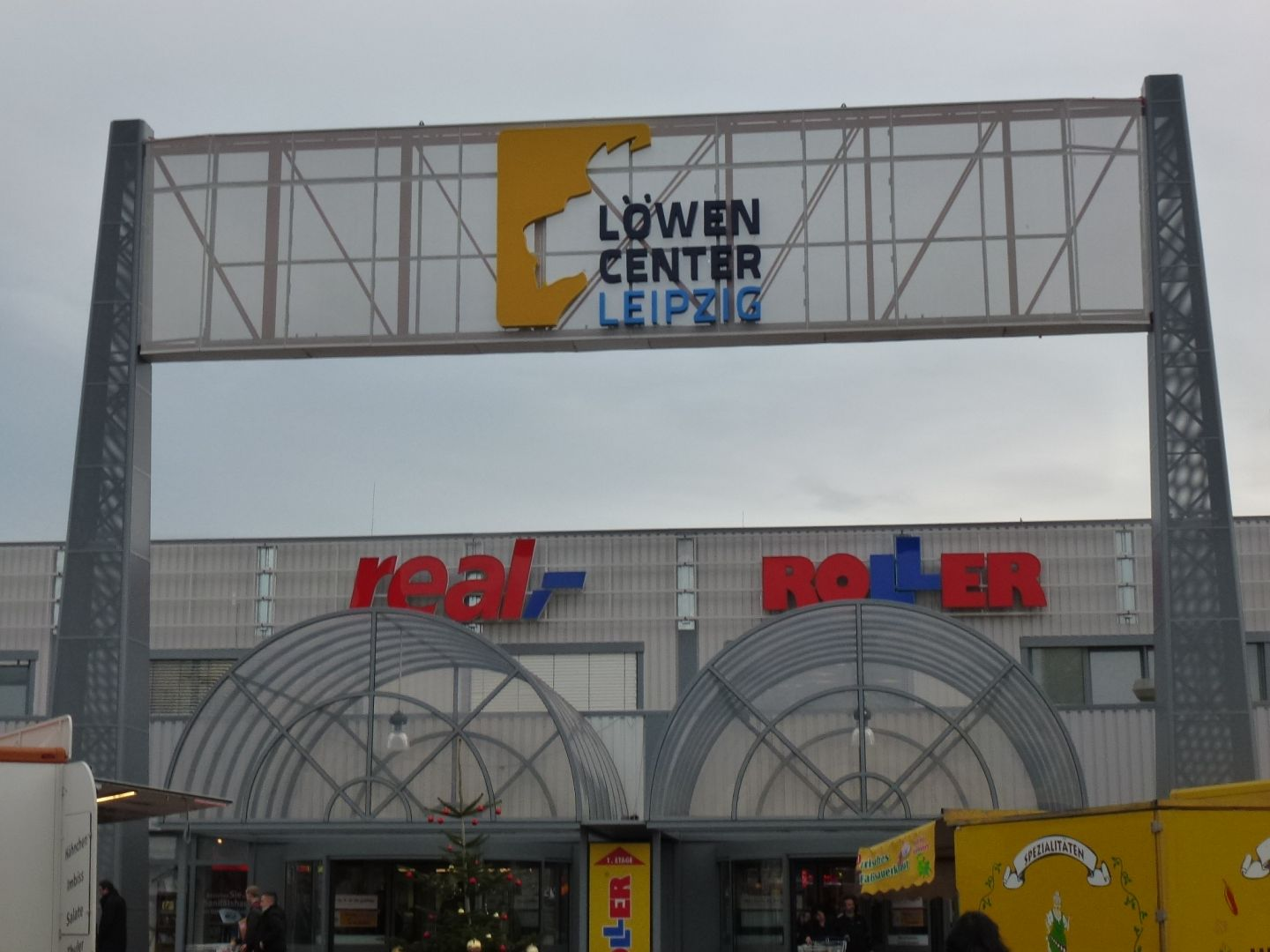
Löwen-Center

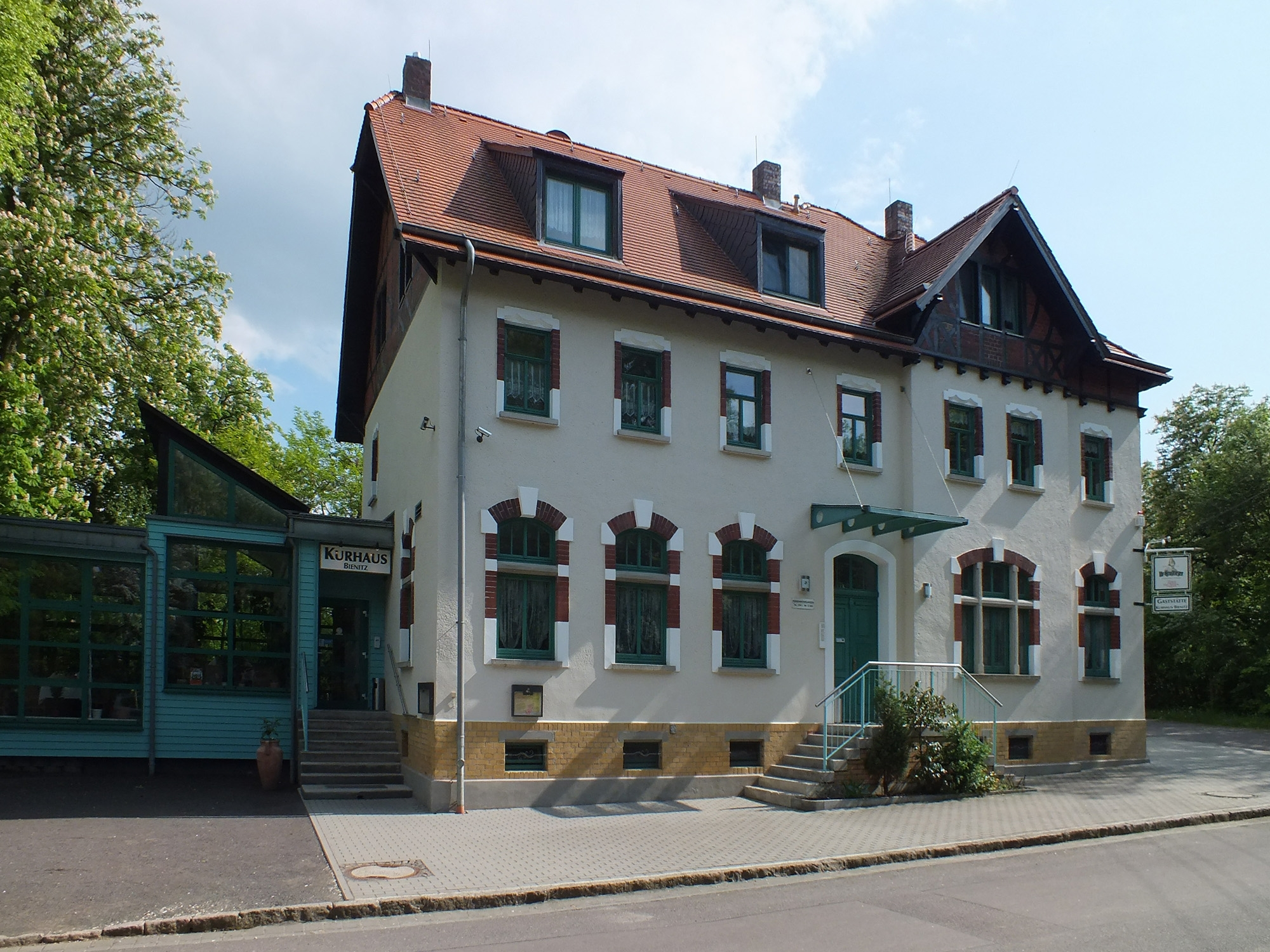
Kurhaus Bienitz

1650 ist in Burghausen erstmals eine Schänke nachweisbar, 1688 erhielt der Burghausener Abraham Beßler eine Konzession für einen Bierausschank auf seinem im Dorfzentrum gelegenen Gut. 1774 wurde diese auf ein Haus an einer Durchfahrtsstraße (Gundorfer Straße) am südlichen Ortsende übertragen. Im Jahr 1830 wurde die sogenannte Burghäuser Schenke auf dem Nachbargrundstück als Alter Gasthof neu errichtet. 1913 wurde auf dem Gelände die heute nicht mehr existierende Restauration Alt Heidelberg erbaut. Mit zwei Tanzsälen, einem weiteren kleineren Saal für Veranstaltungen, einer Gaststube und einer Stehbierhalle entwickelte sich das später als Tanzpalast Alt Heidelberg bekannte Haus in den 1920er und 1930er Jahren zu einem beliebten Vergnügungsetablissement der Leipziger Bevölkerung. Weitere Gaststätten waren der am Dorfplatz gelegene Gasthof zum Bienitz (bestehend von 1880 bis vor 1980) sowie das Kaffeehaus Leipziger Rodelbahn am Bienitz.
1876 gab es das erste Geschäft in Burghausen, eine am Dorfplatz gelegene Materialwarenhandlung mit angeschlossener Schlachterei, 1886 kam eine Handlung für Waren des alltäglichen Bedarfs dazu. Die erste im Ort nachweisbare Bäckerei bestand von 1888 bis 1987. In den Folgejahrzehnten siedelten sich zahlreiche weitere Geschäfte aller Art in Burghausen an, so dass bis etwa 1960 die Versorgung der Einwohner mit Konsumgütern und Dienstleistungen weitestgehend sichergestellt war. Die meisten Geschäfte waren kleinerer Größe und befanden sich in den Erdgeschossen von Wohnhäusern.
Das 1993 eröffnete Löwen-Center, mit etwa 41.500 Quadratmetern Mietfläche Leipzigs zweitgrößtes Einkaufszentrum, liegt nördlich der B 181. Das Einkaufszentrum südlich der Straße zählt zu Rückmarsdorf.
Neben den Schnellimbissen und dem Café im Löwen-Center gibt es in Burghausen eine Gaststube am örtlichen Sportplatz sowie das Kurhaus Bienitz, eine Gaststätte mit Ferienwohnungen.

### Verkehr

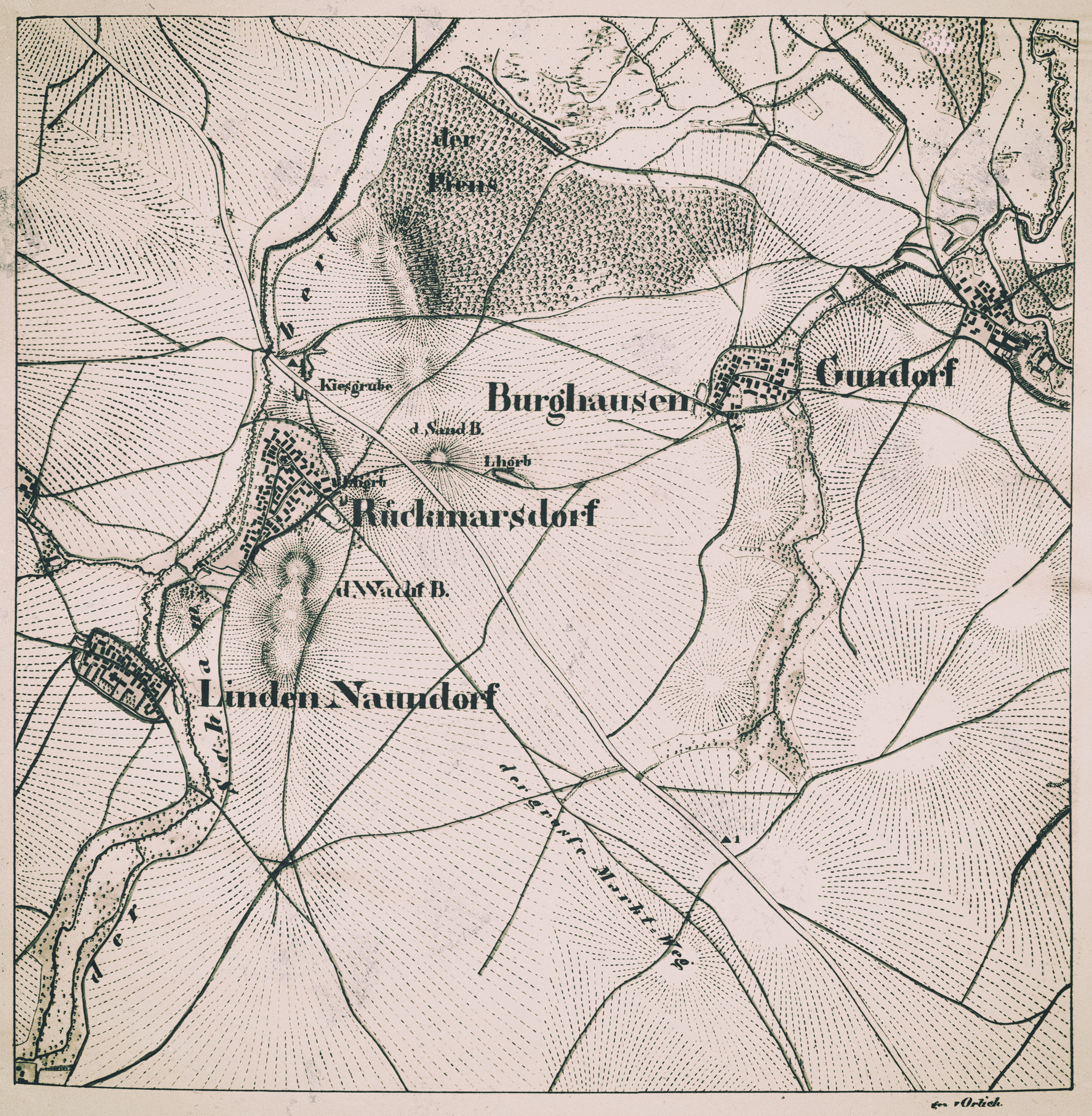
Burghausen und umliegende Orte (1828)

Der historische Ortskern besteht seit der frühesten detaillierten Ansicht aus einem Dorfplatz und darum angeordneten Gebäuden und Grundstücken. Die ersten Zufahrtswege waren östlich und südlich des Angers zu finden.
Burghausen ist in der Gegenwart (Stand 2018) durch die Buslinie 62 mit Böhlitz-Ehrenberg bzw. Grünau verbunden. Die Straßenbahnendstelle der Linie 7 befindet sich in Gundorf. An der Nebenbahn Leipzig–Merseburg verfügte Burghausen bis zu deren Stilllegung 1998 über einen Haltepunkt. Dieser lag unmittelbar an der Grenze zu Böhlitz-Ehrenberg. Für den Individualverkehr ist Burghausen über die A 9, Ausfahrt Leipzig-West, und von dort die B 181 (Leipzig–Merseburg) zu erreichen.

### Wasser- und Energieversorgung, Telefonnetz
Bis nach 1900 wurde ein Ziehbrunnen am Dorfplatz als Wasserquelle genutzt. 1913 erfolgte der Verbraucheranschluss an das 1911/12 am Bienitz errichtete Wasserwerk für Böhlitz-Ehrenberg, Gundorf und Burghausen. Das Wasserwerk wurde 1995 stillgelegt, seitdem erfolgt die Wasserversorgung Burghausens über das Leipziger Fernwassernetz. Mit dem Bau eines Abwassernetzes wurde 1910 begonnen, bis 1927 waren die meisten Straßen darin integriert. Die Abwasser gingen ungeklärt zunächst in das Flößgen, einen ehemaliger Bach an der Grenze zu Gundorf, und später für lange Zeit in die Alte Luppe. Verantwortlich für die Wasserversorgung und Abwasserbeseitigung Burghausens ist der 1991 gegründete Zweckverband für Wasserversorgung und Abwasserbeseitigung Leipzig-Land (ZV WALL).
1905 wurde Burghausen an das Gasnetz von Böhlitz-Ehrenberg angeschlossen und erhielt eine Gasstraßenbeleuchtung, in den folgenden Jahren – insbesondere nach 1926 – wurde das Netz kontinuierlich erweitert. Nachdem im Jahr 1910 auf dem Dorfplatz eine Transformatorenstation errichtet worden war, begann ab 1911 schrittweise der Aufbau von Anschlüssen für Elektroenergie. Die Umstellung der Straßenbeleuchtung von Gas auf Elektroenergie erfolgte 1926.
1900 wurde Burghausen mittels Telegrafenlinie an das Leipziger Telefonnetz angeschlossen, 1913 wurde diese bis zum Bienitz verlängert.

### Bildung
Im Jahr 1720 war im Ort eine Winkelschule nachweisbar. Im Zentrum Burghausens befindet sich gegenwärtig eine Kindertagesstätte, Schulen gibt es im Ortsteil nicht. Kinder und Jugendliche besuchen die Bildungseinrichtungen vorrangig in den benachbarten Ortsteilen bzw. Stadtbezirken.

### Gesundheitswesen

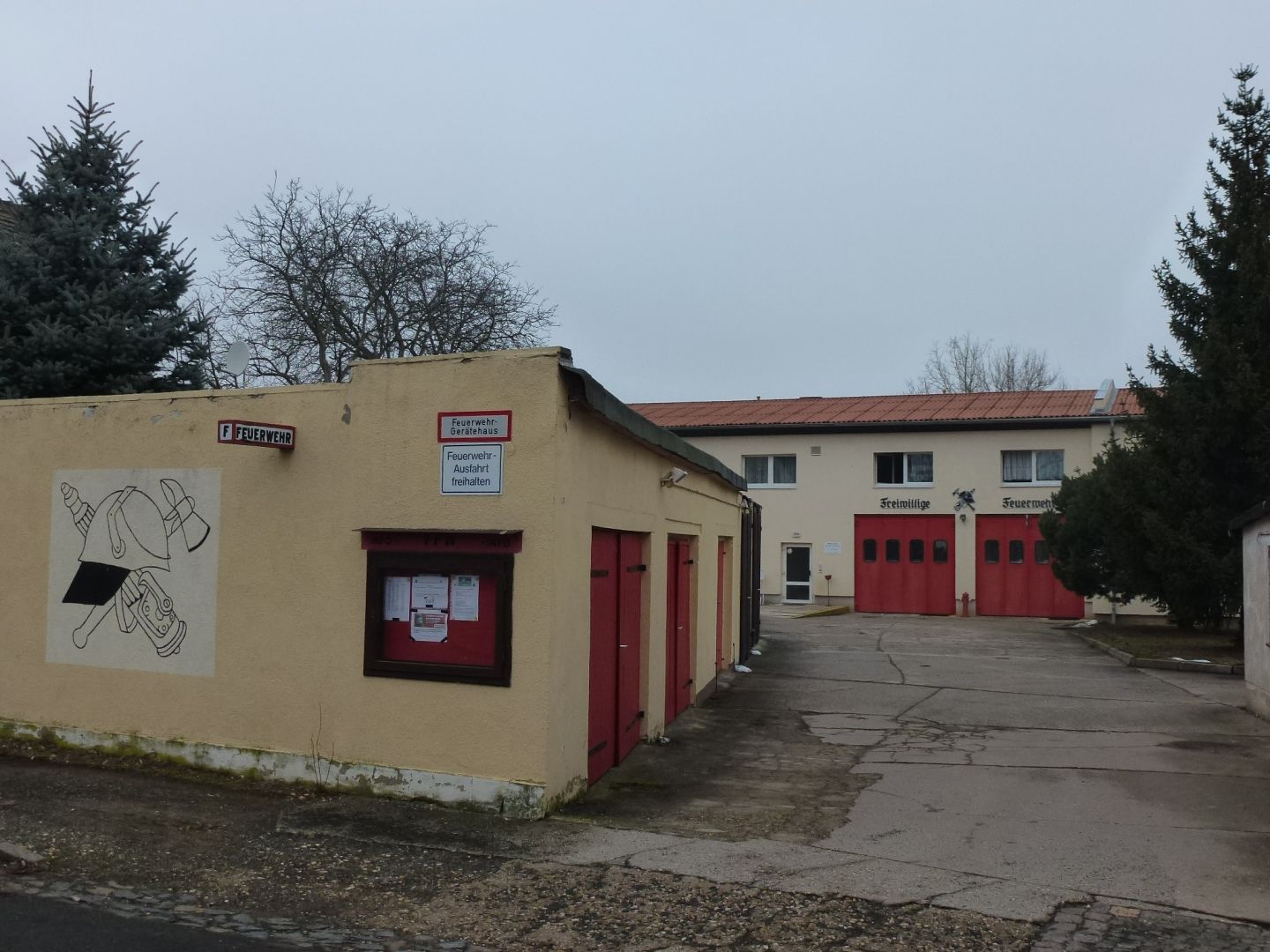
Freiwillige Feuerwehr

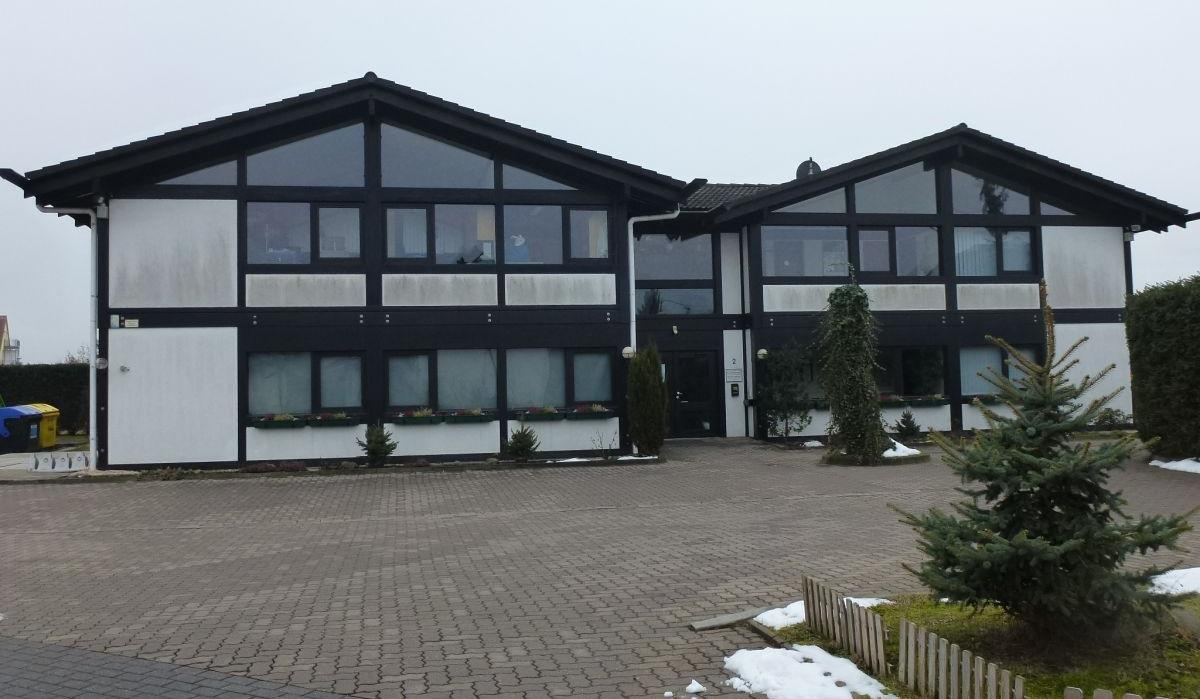
Dialysepraxis

In Burghausen sind eine ärztliche Gemeinschafts- und eine Privatpraxis, zwei Physiotherapeutinnen sowie ein Zahnarzt zu finden, im Löwencenter eine Apotheke/Sanitätshaus (Stand 2018). Das 1992 gegründete Dialysezentrum versorgt Patienten aus einem größeren Umkreis.

### Feuerwehr
Im Jahr 1800 schloss sich Burghausen einem Feuerlöschverband an, dem mehrere Orte der Region angehörten. Das gemeinsam genutzte Spritzenhaus und samt großer Wasserspritze wurde in Böhlitz erbaut, in Burghausen selbst mussten gemäß dem 1775 verabschiedeten sächsischen MANDAT, die auf den Dörfern zu beobachtende Feuer-Ordnung betreffend auf den Gehöften der Grundbesitzer verschiedene kleinere Gegenstände wie eine Handspritze, Löscheimer oder Leitern zur Brandbekämpfung vorhanden sein. 1885 wurde im Ortsstatut beschlossen, einen selbstständigen Feuerlöschverband mit eigener Wasserspritze zu schaffen. Am 28. August 1907 wurde im Alten Gasthof die örtliche Freiwillige Feuerwehr gegründet, der zu diesem Zeitpunkt 27 Burghausener Männer angehörten. Sie gehörte dem Leipziger Feuerwehrverband als Teil des Landesverbandes Sächsischer Feuerwehren an. Ein erstes Feuerwehrhaus wurde am Dorfplatz errichtet, wo bis heute die Wehr stationiert ist. Zwischenzeitlich wurde ab 1937 das Gelände des örtlichen Arbeiterturnplatzes genutzt. 1960 (Am Dorfplatz 23) bzw. 1977 (Am Dorfplatz 18) entstanden neue Gebäude für die Feuerwehr.

### Sport

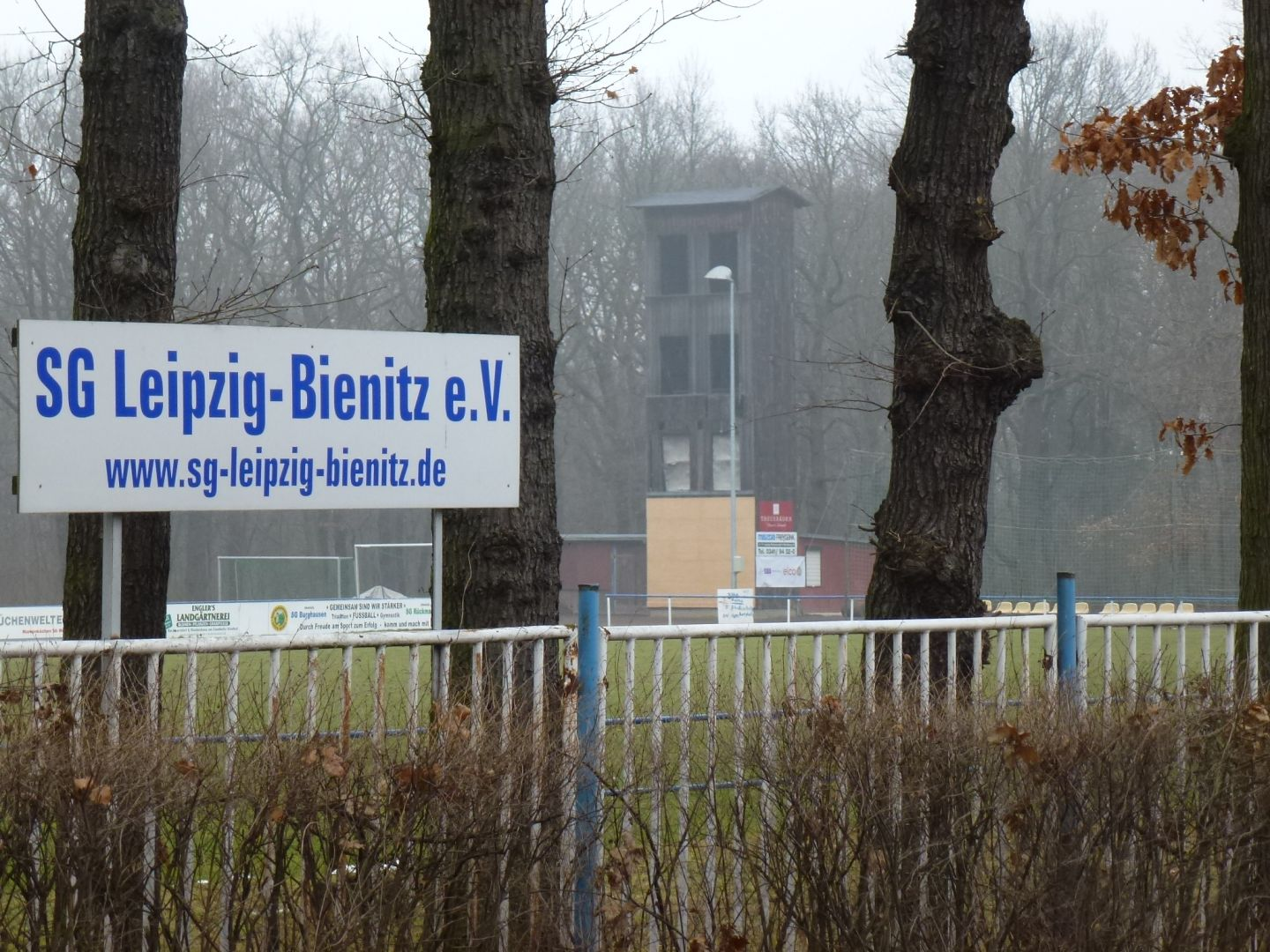
Fußballplatz

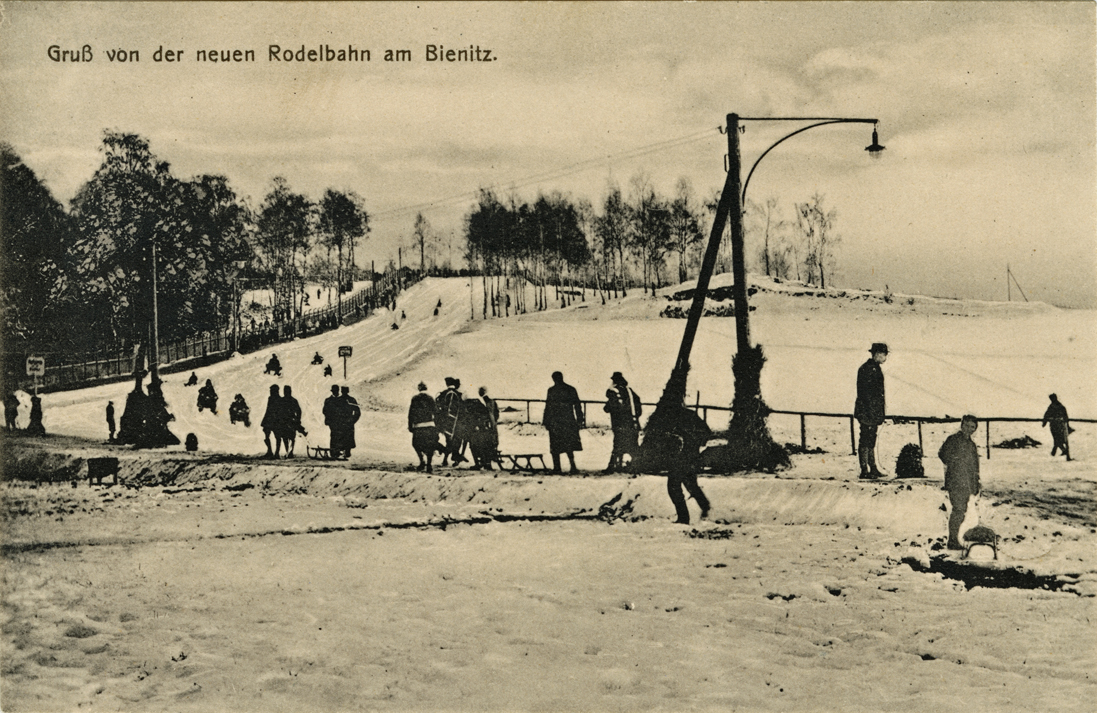
Rodelbahn kurz nach der Eröffnung (um 1912)

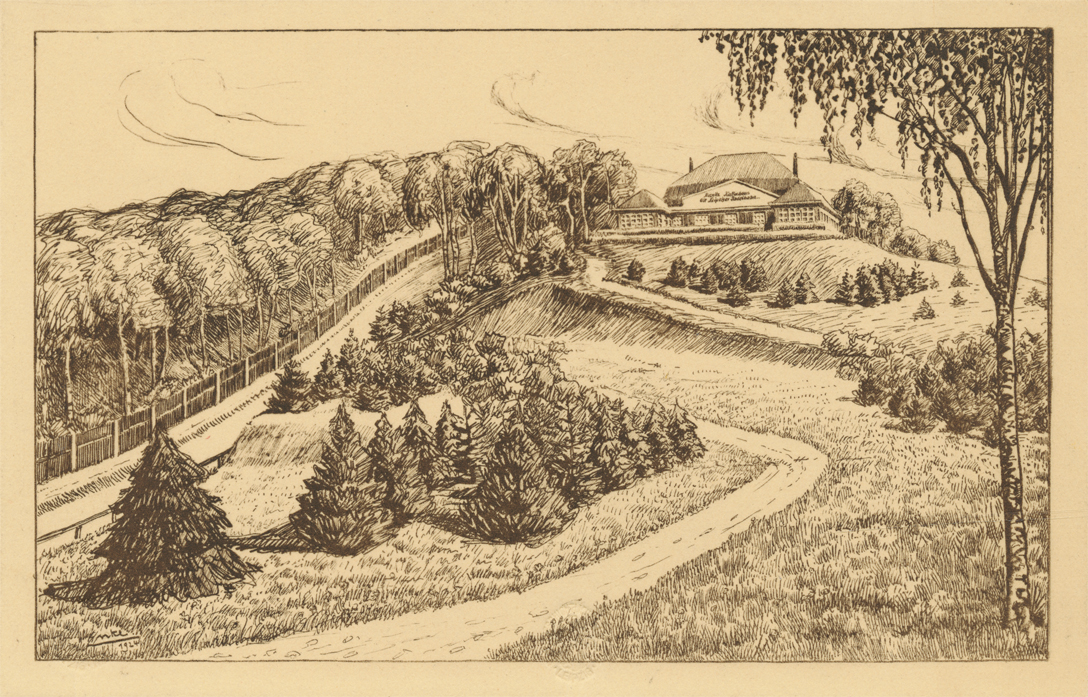
Rodelbahn mit Kaffeehaus am Bienitz (um 1929)

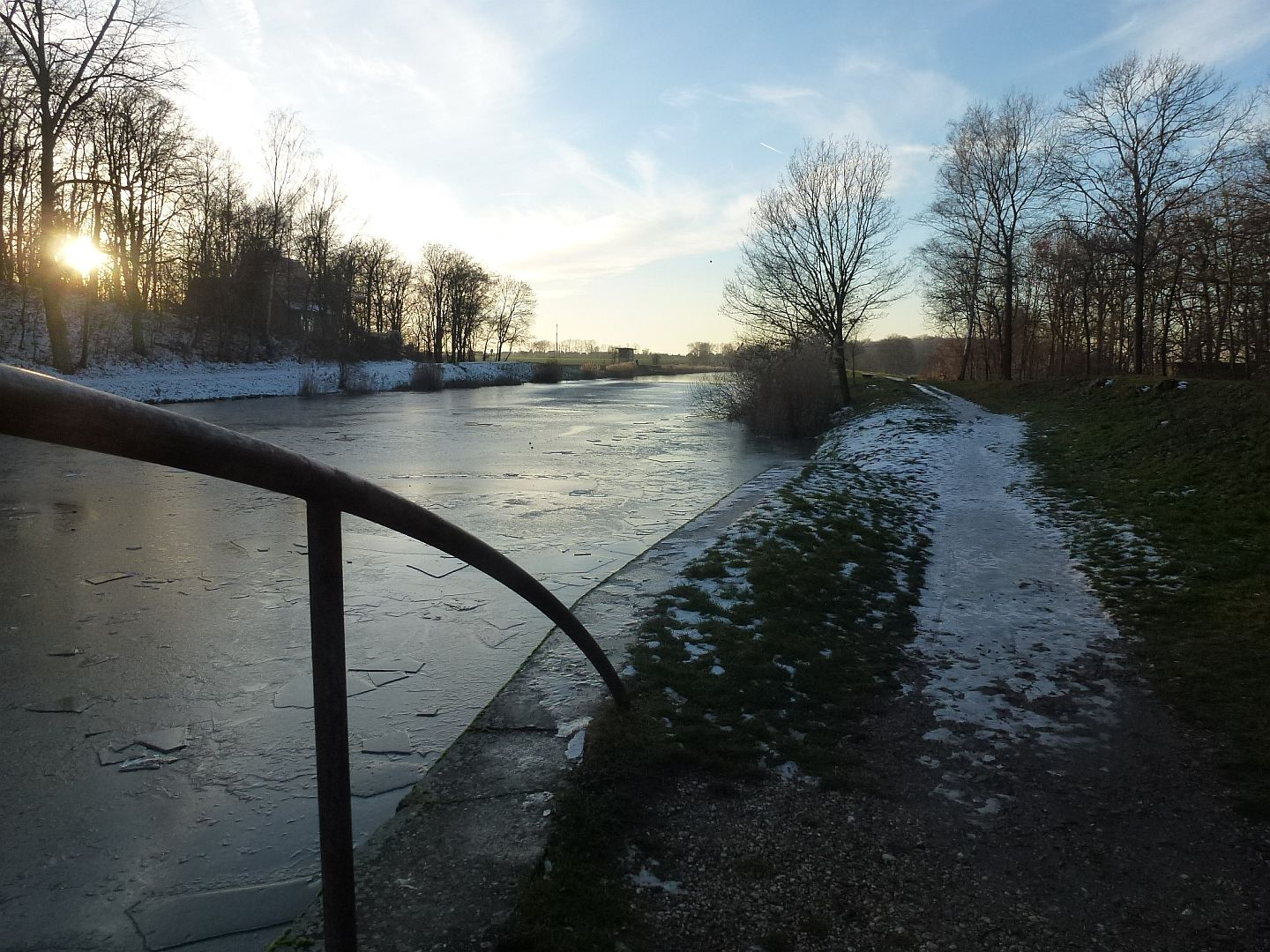
Vereister Elster-Saale-Kanal

1905 wurde der Allgemeine Turnverein zu Burghausen gegründet, ein Vorgängerverein bestand vermutlich schon 1895. 1910 riefen Burghausener Arbeiter die Freie Turnerschaft Burghausen ins Leben, der Eintrag in das Vereinsregister erfolgte erst 1921. Im Jahr 1912 wurde der Fußballverein F.C. Sportclub gegründet, der Mitte der 1920er Jahre zunächst aufgelöst und später in den Arbeiter-Turn- und Sportverein Burghausen integriert wurde. Ohne Registrierung als eingetragener Verein führte man die sportlichen Aktivitäten weiter, bis 1990 die Sportgemeinschaft Burghausen e. V. gegründet wurde. Die 2008 gegründete Sportgemeinschaft Leipzig-Bienitz ist ein Zusammenschluss der Sportvereine Burghausens (Sportgemeinschaft Burghausen e. V.) und Rückmarsdorfs. 2012 konnte sie auf 100 Jahre Fußball in Burghausen zurückblicken. Mittlerweile führt sie auch die Abteilungen Triathlon und Gymnastik.
Die nicht mehr erhaltenen Sportanlagen des Allgemeinen Turnvereins und des Arbeiter-Turn- und Sportvereins befanden sich am Beginn des ehemaligen Verlaufs des Ochsenwegs, heute im Bereich der Straßen Am Turnplatz und Plantagenweg. 1949/50 wurde ein Waldstück an der Richard-Leisebein-Straße gerodet und bis 1954 zu dem heutigen Burghausener Sportplatz ausgebaut.
1911 errichtete die Leipziger Westend-Baugesellschaft am Westhang des Bienitz als GmbH eine Rodelanlage, die an einzelnen Tagen von bis zu 5000 Personen besucht wurde. Hierbei wurde die Neigung des Hügels teilweise künstlich erhöht, die Anlagen rund um das Gelände wurden parkähnlich ausgebaut und durch eine Gastwirtschaft ergänzt, welche 1915 komplett neu auf- und in den nächsten Jahren ausgebaut und modernisiert wurde und bis 1960 bestand. Der Bienitz wird bis heute im Winter als Rodelberg genutzt.
Der durch Burghausen führende Elster-Saale-Kanal wird als Ruderstrecke, Badegewässer sowie als Eislaufstrecke genutzt, die beiden Ufer dienen als Wander- und Radweg. Am Kanal befindet sich die Ruderabteilung des SC DHfK Leipzig, vormals Rudergemeinschaft Wiking.